# 青きヴァンパイアの悩み
『青きヴァンパイアの悩み』（あおきヴァンパイアのなやみ）は、2021年2月8日から3月29日までTOKYO MX「ドラマニア!」で月曜22時00分から30分に放送された。主演は桐山漣とゆうたろう。

## あらすじ
コロナ禍の東京。黒澤蒼と紫藤葵は夜だけ営業している喫茶店「夜のこどもたち」を営むが、実は一度も人間の血を吸ったことがない「青きヴァンパイア」。ルーマニアのヴァンパイア協会本部から送られる血液で生きていたが、コロナ流行のため血液の配給が停止される。二人は家庭教師や悩み相談などで、若い女性の血を吸おうと悪戦苦闘する。

## キャスト

### 主要人物
黒澤蒼
演 - 桐山漣
本作の主人公。同居している葵と共に喫茶「夜の子どもたち」を営むことで生計を立てている。自由奔放な性格でまっすぐに行動する憎めないタイプ。家庭菜園と人間観察が趣味。
紫藤葵
演 - ゆうたろう
本作のもう一人の主人公。蒼と共に喫茶「夜の子どもたち」で働く。蒼とは対照的に冷静沈着で控えめだが、時々毒を吐くこともある。読書とアイロンがけが趣味。
香椎未亜
演 - 谷口めぐ
「夜の子どもたち」常連客。元ラトビア航空CAとして働いていたが、リストラされて帰国。現在就活中。海外生活が長かったため、たまに日本語のイントネーションが変な時もある。
大藪春樹
演 - 芹澤興人
「夜の子どもたち」常連客。映画監督で代表作は『キラー・ブリーフ』。自身も小学生の頃からずっと白ブリーフ愛用者。現在コロナの影響で次回作が頓挫中。
西野悠
演 - 伊島空
「夜の子どもたち」常連客。某私立大学3年生だが、現在自主的に休学中。店で趣味のギターを弾くのが日課。あいみょんとセッションするのが夢と言いつつ、実はaikoのファン。
オソノ
演 - 護あさな
蒼と葵のもとを頻繁に訪ねてくる謎の美女。自称90歳だが見た目は30歳。ヴァンパイアに血を吸われるのは慣れている。日本の吸血鬼事情とお婆ちゃんの知恵袋には詳しい。
岸岡太一
演 - 吉田ウーロン太
表向きはコーヒーの配達人。実はヴァンパイアの世話係。以前はメディカル枕のポンコツ営業マンだったが自殺寸前にコウモリにスカウトされて今の職についた。やや糖尿気味。

### ゲスト
第1話・第2話
滝川花
演 - 蒼波純
滝川彩子
演 - 長谷川真弓
第3話・第4話
桜田桃香
演 - 大幡しえり
第5話
八角二郎
演 - 瀧川鯉八（第6話）
花輪麟太郎
演 - 板橋駿谷（第6話）
二郎の妻
演 - 大村彩子（第6話）
二郎の娘
演 - 笹川椛音（第6話）
酔っぱらい
演 - 前野朋哉
先輩ヴァンパイア
演 - 伊藤公一、淡梨、九十九一（第6話〜最終話）
第7話
永江麻美
演 - 中村映里子（最終話）
麻美の夫
演 - 山口翔悟

## スタッフ
- 原作・脚本 - アサダアツシ
- 監督 - 井口昇（1〜4話、7〜最終話）、石井純（5〜6話）
- 音楽 -　福田裕彦
- オープニング主題歌 -　ZAQ「月灯」
- エンディング主題歌 -　Ran「せかい」
- 制作統括 - 伊達寛
- エグゼクティブプロデューサー - 南晋一郎、北澤晋一郎
- プロデューサー - 金子広孝、柴原祐一
- 制作プロダクション - ダブ
- 製作著作 - TOKYO MX

## 放送日程
| 放送回 | 放送日        | サブタイトル                           | 監督   |
| ------ | ------------- | -------------------------------------- | ------ |
| 第1話  | 2021年2月8日  | 青ヴァン、ニューノーマルに悩む         | 井口昇 |
| 第2話  | 2021年2月15日 | 青ヴァン、毒親に悩む                   | 井口昇 |
| 第3話  | 2021年2月22日 | 青ヴァン、同調圧力に悩む               | 井口昇 |
| 第4話  | 2021年3月1日  | 青ヴァン、自己評価の低い女に悩む       | 井口昇 |
| 第5話  | 2021年3月8日  | 青ヴァン、男らしさに悩む               | 石井純 |
| 第6話  | 2021年3月15日 | 青ヴァン、アップデートしない老害に悩む | 石井純 |
| 第7話  | 2021年3月22日 | 青ヴァン、吸血鬼になるべきか悩む       | 井口昇 |
| 最終話 | 2021年3月29日 | さよなら、夜の子どもたち               | 井口昇 |